# Chris Riddell
Chris Riddell (Città del Capo, 13 aprile 1962) è un illustratore, scrittore e vignettista britannico.
Attivo per The Observer, in carriera ha vinto tre Kate Greenaway Medal, il più importante premio britannico per le illustrazioni dei libri per ragazzi.

## Opere (selezione)

### Cronache del Bordo
- Cronache di Boscofondo, Mondadori, 1999 (Beyond the Deepwoods, 1998). Scritto da Paul Stewart.
- Cronache dal Bordo, Mondadori, 2000 (Stormchaser, 1999). Scritto da Paul Stewart.
- Cronache di Santafrasso, Mondadori, 2001 (Midnight Over Sanctaphrax, 2000). Scritto da Paul Stewart.
- Cronache dell'Ombra, Mondadori, 2003 (The Curse of the Gloamglozer, 2001). Scritto da Paul Stewart.

### SerieI Blobbi
- Arrivano i Blobbi, Mondadori, 2003 (Invasion of the Bolbs, 2003). Scritto da Paul Stewart.
- Macchine parlanti, Mondadori, 2003 (Talking Toasters, 2000). Scritto da Paul Stewart.
- Puzza di scuola, Mondadori, 2003 (School Stinks, 2000). Scritto da Paul Stewart.
- Allarme baby-sitter, Mondadori, 2003 (Beware of the Babysitter, 2000). Scritto da Paul Stewart.
- I Gargaglù, Mondadori, 2003 (Garglejuice, 2000). Scritto da Paul Stewart.
- Billy lo sciocco, Mondadori, 2003 (Silly Billy, 2000). Scritto da Paul Stewart.
- Aiuto... gli gnomi!, Mondadori, 2004 (Naughty Gnomes, 2000). Scritto da Paul Stewart.
- Attenti al mostro, Mondadori, 2004 (Purple Alert!, 2000). Scritto da Paul Stewart.

### SerieOttoline
- Ottoline e la gatta gialla, Il Castoro, 2008 (Ottoline and the Yellow Cat, 2007).
- Ottoline va a scuola, Il Castoro, 2009 (Ottoline Goes to School, 2008.
- Ottoline al mare, Il Castoro, 2010 (Ottoline at Sea, 2010).
- Ottoline e la volpe viola, Il Castoro, 2017 (Ottoline and the Purple Fox, 2016).

### SerieAgata De Gotici
- Agata De Gotici e il fantasma del topo, Il Castoro, 2015 (Goth Girl and the Ghost of a Mouse, 2013).
- Agata De Gotici e la festa dei misteri, Il Castoro, 2015 (Goth Girl and the Fete Worse than Death, 2014).
- Agata De Gotici e il segreto del lupo, Il Castoro, 2016 (Goth Girl and the Wuthering Fright, 2015).

### Altre opere
- I regali di compleanno, Mondadori, 1999. Scritto da Paul Stewart.
- Qualcos'altro, Mondadori, 2002. Scritto da Kathryn Cave.
- Platypus e il giorno fortunato, AER, 2003 (Platypus and the Lucky Day, 2002).
- Don Chisciotte, Il Castoro, 2008. Adattamento di Martin Jenkins del romanzo di Miguel de Cervantes.
- L'esilarante mistero del papà scomparso, Mondadori, 2014. Scritto da Neil Gaiman.
- La regina nel bosco, Mondadori, 2015. Scritto da Neil Gaiman.
- Gigio Folgore, inventore, Il Castoro, 2010 (Wendel's Workshop, 2007).
- Il pifferaio di Hamelin, Il Castoro, 2016. Scritto da Russel Brand.
- Inventa, disegna, colora. 365 giorni di schizzi e scarabocchi, Il Castoro, 2016.
- 100 abbracci, Il Castoro, 2018.
- Il mio piccolo libro delle grandi libertà, White Star, 2018.
- Le fiabe di Beda il Bardo, Salani, 2018. Scritto da J. K. Rowling.